# Head over Heels (album)
Pour les articles homonymes, voir Head over Heels.
Albums de Paula Abdul
Spellbound Greatest Hits
Singles
1. My Love Is for Real
Sortie : 30 mai 1995
2. Crazy Cool
Sortie : 22 août 1995
3. Ain't Never Gonna Give You Up
Sortie : 9 janvier 1996
4. If I Were Your Girl
Sortie : 17 juillet 1996

Head over Heels est le troisième album studio de l'artiste américaine Paula Abdul sorti le 13 juin 1995 sous le label Virgin Records.

## Pistes
| 1.    | Crazy Cool                    | Peter Lord, Sandra St. Victor, V. Jeffrey Smith                                               | Peter Lord, V. Jeffrey Smith                         | 4:42 |
| 2.    | My Love Is for Real           | Paula Abdul, Rhett Lawrence                                                                   | Lawrence                                             | 5:20 |
| 3.    | Ain't Never Gonna Give You Up | Byran Abrahms, Mark Calderon, Howie Tee, Kevin Thornton, Curtis "Fitz" Williams, Elliot Wolff | Wolff                                                | 3:53 |
| 4.    | Love Don't Come Easy          | Abdul, Robb Boldt, Da'Count, Howard Hersh, Iky Levi, Eric Monsanty                            | Hersh, Levy, Boldt, Cha'n André, Da' Count, Monsanty | 4:07 |
| 5.    | If I Were Your Girl           | Crystal Bernard, Lawrence                                                                     | Lawrence                                             | 3:55 |
| 6.    | Sexy Thoughts                 | Boldt, Hersh, Levy                                                                            | Boldt, Hersh, Levy                                   | 4:09 |
| 7.    | The Choice Is Yours           | Arnold Hennings, Debra Killings                                                               | Hennings, Dallas Austin                              | 4:48 |
| 8.    | Ho-Down                       | Abdul, Boldt, Calloway, Da'Count, Gaskill, Greer, Hersh, Mills, Wolff                         | Wolff, Hersh, Levy, Boldt                            | 4:23 |
| 9.    | Under the Influence           | Worthy Davis, Oliver Leiber                                                                   | Leiber                                               | 4:29 |
| 10.   | I Never Knew It               | Daryl Simmons                                                                                 | Simmons                                              | 4:26 |
| 11.   | Get Your Groove On            | Hersh, Levy, Boldt                                                                            | Hersh, Levy, Boldt                                   | 4:02 |
| 12.   | Missing You                   | Bernadette Cooper                                                                             | Lawrence                                             | 3:52 |
| 13.   | It's All About Feeling Good   | Abdul, Hersh, Levy, Boldt                                                                     | Hersh, Levy, Boldt                                   | 3:46 |
| 14.   | Cry For Me                    | Tim Miner                                                                                     | Miner                                                | 3:38 |
| 64:28 |                               |                                                                                               |                                                      |      |

## Performance dans les hits-parades
| Classement (1995)        | Meilleure position |
| ------------------------ | ------------------ |
| Australie                | 27                 |
| Canada                   | 21                 |
| Japon                    | 32                 |
| Pays-Bas                 | 74                 |
| Royaume-Uni              | 61                 |
| États-Unis Billboard 200 | 18                 |